# Milivoj Klement Maurović
Milivoj Klement Maurović (Verőce, 1859. július 5. – Zágráb, 1926. január 21.), horvát jogtörténész, akadémikus, egyetemi tanár, a Zágrábi Egyetem rektora.

## Élete és munkássága
Jogi tanulmányait befejezve 1885-ben Zágrábban doktorált, majd a közigazgatásban dolgozott. 1885–1887 között Bécsben és Prágában szakosodott jogtörténetre. 1894-től haláláig a Zágrábi Egyetem Jogi Karán általános jogtörténetet és horvát-magyar magánjogot tanított. 1896-tól a jogi enciklopédiát tanította, majd 1911–1919 között német magánjogot is tanított. 1911-ben részt vett a Horvát Jogtörténeti Tanszék megalapításában. 1898–99, 1904–05, 1920–21 között a jogi kar dékánja, 1907–08-ban pedig az egyetem rektora volt. Ünnepség nélkül foglalta el a rektori széket, mivel a hallgatók akadályozták elődje, Antun Bauer beiktatását. Nem akart tüntetéseket provokálni, de hivatali ideje alatt több professzor elbocsátása miatt is zavargások voltak. 1915-től a Jugoszláv Tudományos és Művészeti Akadémia rendes tagja volt. Számos jogtörténeti műve jelent meg.

## Főbb művei
- Neka pitanja o reformi pravo- i državoslovnih studija (1909),
- Poznavanje posebnih službi u Kraljevstvu Hrvatske, Slavonije i Dalmacije (Notitia de praecipuis officiis regnorum Croatiae, Slavoniae et Dalmatiae, 1920),
- Opća pravna povijest, I. Povijest javnog prava franačke države (1923).